# Diego Barboza
Diego Martín Barboza González (Montevideo, 9 gennaio 1991) è un calciatore uruguaiano, difensore del Budoni.

## Carriera
Ha giocato nella massima serie del campionato uruguaiano.
Cresciuto nel settore giovanile del Club Nacional de Football, Barboza non riuscì a esordire in prima squadra, passando poi in prestito al Club Atlético Rentistas senza presenze ufficiali. La sua carriera ebbe slancio con il trasferimento al Rampla Juniors FC, con cui disputò due stagioni da titolare nel campionato uruguaiano.
Nel 2016 giocò una breve parentesi all’Huracán, per poi trasferirsi al Montevideo Wanderers FC, dove si mise in mostra per affidabilità difensiva. Tra il 2017 e il 2019 militò nel Correcaminos UAT in Messico, per poi far ritorno ai Montevideo Wanderers FC.
Proseguì la carriera in Europa vestendo le maglie dell’Enosis Neon Paralimni FC a Cipro e dell’FC Ararat-Armenia in Armenia. Dopo un'esperienza in Spagna con il Novelda CF, si trasferì in Italia, prima al Manfredonia Calcio 1932 e successivamente al Budoni Calcio, club con cui è attualmente tesserato.